# Isis Hembe
Isis Hembe   (Bié, 1987) és un raper i activista polític angolès. Les seves lletres, travessades per la discapacitat física i la realitat africana, estan carregades de reivindicació social. Forma part de l'organització de defensa dels drets humans Moviment Cívic Mudei, que documenta casos de detencions arbitràries a Angola.
Hembe va néixer en el context de la Guerra Civil angolesa (1975-2002), alimentada per les intervencions estrangeres en el marc de la política de blocs de la Guerra Freda. Durant la seva infantesa, va contraure una malaltia per la qual podria haver rebut tractament a l'estranger, però un nou esclat bèl·lic després dels acords de pau del 1991 i de les primeres eleccions l'any següent, li van impedir sortir del país. Anys més tard, influït pel seu pare, també músic, i després d'entrar en contacte amb la literatura i el kuduro, va iniciar-se en les trobades de rap improvisat.

## Discografia
- Prazer, Isis Hembe (2020)
- Quintessência (2022)